# Arotxa
Arotxa (nombre de nacimiento: Rodolfo Arotxarena, Montevideo, 7 de septiembre de 1958), artista plástico y dibujante uruguayo.

## Carrera

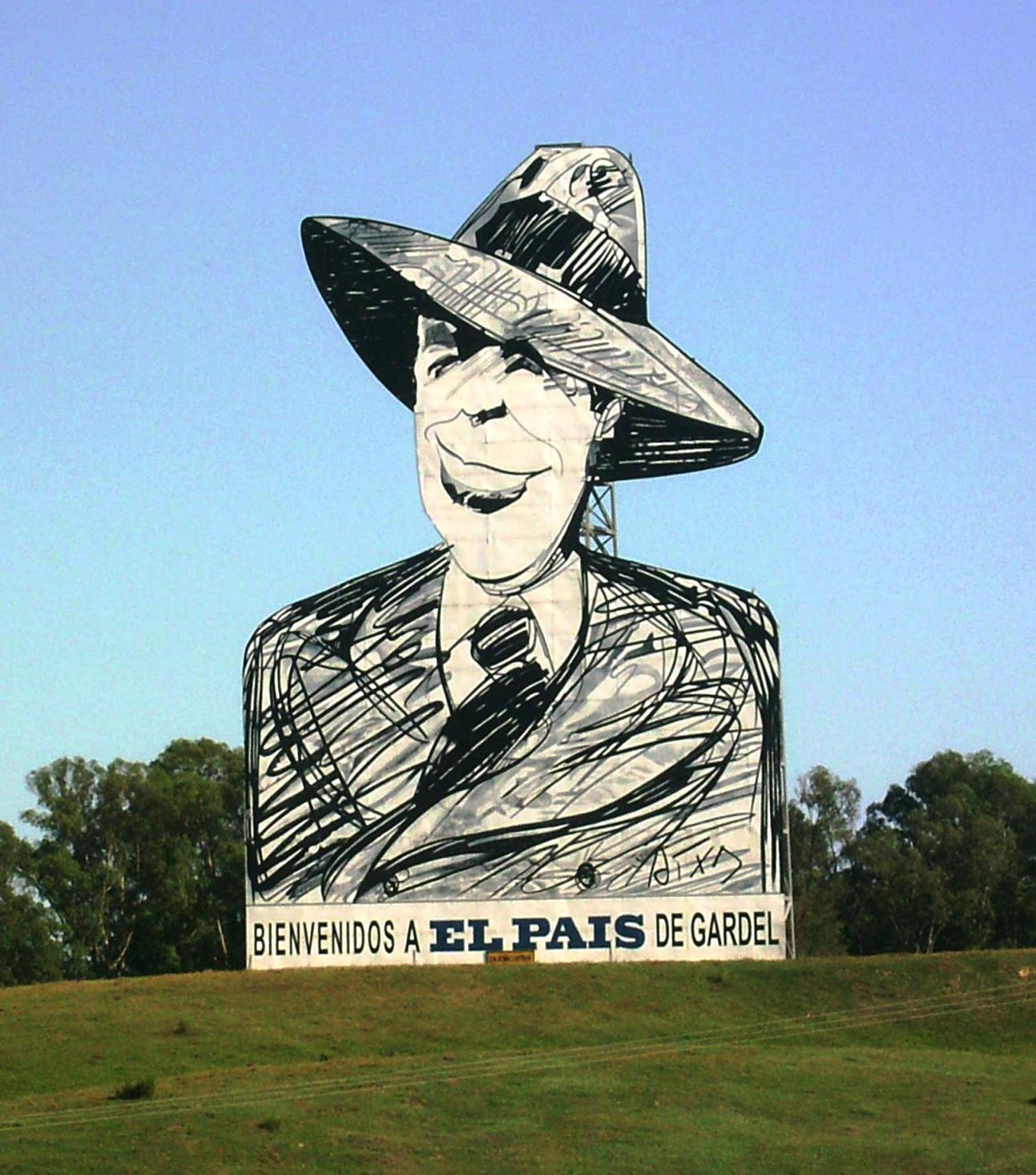
Carlos Gardel por Arotxa en 1997.

Estudió en la Escuela Nº2 República Argentina y en la Escuela y Liceo Elbio Fernández. 
En 1973 y 1975 tomó contacto con los caricaturistas Leonardo Galeandro y Jorge Centurión quienes lo orientaron en el oficio de dibujante de prensa. 
En 1975 publicó su primera caricatura en el diario El País, lugar donde trabajó 42 años hasta el 8 de noviembre de 2018. Actualmente lo hace en @arotxatienda
Medios de prensa:
- 1976 Diario El País.
- 1977 Revista  Cinemateca.
- 1977 Revista Noticias.
- 1978 Diario Mundocolor.
- 1980 Semanario Correo de los Viernes.
- 1982 Semanario BÚSQUEDA.

El 8 de noviembre de 2018 fue despedido del diario El País SA. por no aceptar una rebaja salarial y en 2020 se retiró del oficio como dibujante de prensa. Sus dibujos y otras obras se pueden ver actualmente en el Instagram arotxadibuja y sus pinturas en el Instagram arotxapinta
Retrató personalidades del ámbito político, artístico y del quehacer nacional e internacional. 
Sus trabajos fueron publicados en medios de prensa locales e internacionales de EE. UU. y América Latina.
En 1979 fue invitado por Internationes, a visitar la República Federal Alemana y tomar contacto con dibujantes alemanes.
En 1983 fue invitado por Partners of the Americas, a visitar las ciudades de Montevideo,Minneapolis y Saint Paul en el estado de Minnesota, donde publicó sus trabajos en los diarios Star Tribune y St Paul Dispatch. 
Colaboró con el pool de dibujantes Cartoonist and Writers Sindicate of NewYork.
En 1997 ideó “El Gardelazo”, gigantografía de 17 metros de base por 26 metros de altura, inspirada en una caricatura de su autoría sobre Carlos Gardel, emplazada en la ruta 5, km. 363 en el departamento de Tacuarembó, Uruguay. El Gardelazo estuvo erigido hasta 2009 siendo retirado del lugar por razones ajenas al artista.
Realizó exposiciones en Uruguay, Brasil, Estados Unidos, Australia y Europa..

## Exposiciones
- 1977 - Alianza Cultural Uruguay Estados Unidos.
- 1978 - Salón de exposiciones de la Galería del Notariado.
- 1979 - Galería Caravelle (muestra colectiva).
- 1980 - Alianza Cultural Uruguay - EE. UU.
- 1983 - "Dígamelo en la cara", Salón de exposiciones de Sala Vaz Ferreira (Biblioteca Nacional de Uruguay).
- 1984 - Sala de exposiciones de la Intendencia Municipal de Montevideo.
- 1985 - “In Memoriam”, Cabildo de Montevideo.
- 1988 - Café Sorocabana (Centro).
- 1989 - Sala de la Alianza Francesa (muestra colectiva) y mesa redonda con colegas de Uruguay y Argentina.
- 1991 - “Lo que el viento se llevó y lo que trajo”, Galería del Notariado, Montevideo.
- 1991 - "Jorge XV", Museo de Arte Contemporáneo.
- 1992 - “Lo que el viento se llevó y lo que trajo”, La muestra se expuso en Hungría, Checoeslovaquia y Bulgaria.
- 1993 - “Lo que el viento se llevó y lo que trajo”, Murray and Isabella Rayburn Foundation N.Y.
- 1994 - “Candombe de San Felipe y Santiago”, Cabildo de Montevideo.
- 1995 - “La Comparsa”. Galería del Notariado.
- 1996 - “Candombe El Ejido”, Atrio principal de la Intendencia de Montevideo.
- 2001 - "Caudillos", Iglesia San Pedro del Durazno, Durazno, Uruguay.
- 2002 - "Caudillos", Edificio Constitución, Montevideo.
- 2005 - "Cartunistas da America do Sul", (Brasilia).
- 2022 - “Candomberos y Candomberas”, en la sala de exposiciones del Centro Cultural UTU.
- 2023 - “Caudillos y Silencios”, (Gauchos y Paisajes), en el Museo Nacional de Artes Visuales.

## Libros del autor
- 1985 - “In Memoriam” con prólogo de Jorge Abbondanza.
- 1986 - “Sin Palabras” volumen artesanal numerado.
- 1992 - “Lo que el viento se llevó y lo que trajo”, Catálogo de la muestra, con texto de Alicia Haber, Ediciones de la Plaza.
- 1994 - “Candombe de San Felipe y Santiago” Catálogo de la muestra en el Cabildo de Montevideo, con prólogo de Silvia Guerra.
- 2008 - “90”, volumen sobre el 90 aniversario del diario El País, con textos de Marcello Figueredo.

- 2019 - “DIBUJOS AL PEPE”, con prólogo de José Mujica, editado por GOTA comunicación.
- 2020 - "CRUDO", con prólogo de Fernando Andacht, editado por GOTA comunicación.
- 2021 -  JORGE BATLLE  "We are fantastic", con prólogo de Miguel Arregui , editado por GOTA comunicación
- 2023 - "Candombe Oriental", con prólogo de Carlos Cipriani, editado por  GOTA comunicación.

## Reconocimientos
- 1995 - Premio Morosoli, Fundación Lolita Rubial, Minas, Lavalleja.
- 2003 - Premio Alas-Interarte, Montevideo
- 2014 - Premio Carlos Gardel, Fundación Carlos Gardel ,Tacuarembó.
- 2021 - Reconocimiento a la Libertad de expresión del pensamiento, Gran Logia de la Masonería del Uruguay.

## Entrevistas
Prensa
- Entrevista de Gerardo Tagliaferro a Arotxa, "Arotxa canta las 40",  Crónicas 09/01/2004
- Entrevista de Laura Gandolfo a Arotxa, Búsqueda 30/09/2004
- Entrevista de Elizabeth Pose a Arotxa 11/06/2009
- Entrevista de Magdalena Herrera a Arotxa, diario El País, 19/12/2010
- Entrevista de Pablo Cohen a Arotxa, Búsqueda, 27/12/2012
- Entrevista de Julio Marra a Arotxa ”40 años en El País” Parte 1 y Parte 2 24/05/2015
- "Arotxa 40 años"   Entrevista de Florencia Traibel con video de Juan Gari, diario El País, mayo de 2015
- Entrevista de Cecilia Bonino a Arotxa en  El Observador TV abril de 2016
- Entrevista de Jorge Traverso a Arotxa “Hora Pico”, Canal VTV, Uruguay julio de 2016
- Entrevista de Jaime Clara a Arotxa “Equipaje de mano”, El Observador TV, 02/08/2016
- Entrevista de María Inés Obaldía a Arotxa “La mañana en casa" Canal 10 Montevideo, Uruguay 21/04/2017
- Entrevista de Federico Castillo y Guillermo Draper a Arotxa "45 años de Búsqueda”, 16/11/2017
- Entrevista de Renzo Rossello a Arotxa, diario El País 16/09/2018
- Entrevista de Diego Barnabé y Pablo 'Pinocho' Routin, programa "La Canoa", Radiomundo 1170AM, Montevideo, Uruguay, 11/12/2018
- Entrevista de Cecilia Bonino y Pablo Fabregat,  programa "Quién te dice", Del Sol FM, Montevideo, Uruguay, 18/12/2018.
- Entrevista de Daniel Castro en "Informativo Carve al mediodía", radio CARVE 850AM, 29 de enero de 2019
- Entrevista de Carina Novarese para el diario El Observador, 4 de mayo de 2019
- Entrevista de Leonel García para el portal ECOS, 4 de mayo de 2019
- Entrevista de Leonel García para Revista Galería, 2 de abril de 2020.
- Entrevista en "Abran Cancha/Charlemos de Vos",  Del Sol FM, Montevideo, Uruguay , 27/05/2020
- Entrevista en el programa "Otra Mañana" por AM770 "Radio Oriental", 30/07/2021
- Entrevista de Agustina Lombardi en Montevideo Portal, 02/06/2023
- Entrevista de Emanuel Bremermann en El Observador, 2023
- Entrevista RADIO CARVE sobre libro y exposición de CANDOMBE ORIENTAL en Colonia 2025
- Entrevista de Jaime Clara en SARANDI 690, 24/02/2025
- Entrevista de Diego Barnabé para "La Canoa", Radio Cultura, "Películas, canciones y libros inspirados por José Mujica", 15/05/2025
- Entrevista de Marcelo Descalzo programa "Decime la Verdad", FM Ondas y Canal Mi#, BAHÍA BLANCA, Argentina, 15/05/2025

## Otros
Revista Plan H, número 20, octubre 2019, Pag. 98 al final., Plan H ediciones.